# Travis Oates
Travis Oates est un acteur, réalisateur et scénariste américain né le 23 juillet 1978 à Dallas au Texas.

## Filmographie

### Acteur

#### Cinéma
- 2001 : Fish in a Barrel : le caissier hippie
- 2002 : Engaging Peter : Jack
- 2005 : Pooh's Heffalump Halloween Movie : Porcinet et autres personnages
- 2005 : Kuzco 2
- 2006 : The Legend of Simon Conjurer : Bulwart
- 2006 : Winnie the Pooh: Wonderful Word Adventure : Porcinet
- 2006 : Winnie the Pooh: Shapes & Sizes : Porcinet
- 2007 : My Friends Tigger and Pooh Super Sleuth Christmas Movie: 100 Acre Wood Downhill Challenge : Porcinet
- 2007 : Poet Heads
- 2008 : My Friends Tigger and Pooh's Friendly Tails : Porcinet
- 2008 : Mes amis Tigrou et Winnie : La Forêt des rêves bleus : Porcinet
- 2009 : Tigrou et Winnie, la comédie musicale : Porcinet
- 2010 : Super Duper Super Sleuths : Porcinet
- 2011 : Winnie l'ourson : Porcinet
- 2023 : Il était une fois un studio (Once Upon a Studio) de Dan Abraham et Trent Correy : Porcinet

#### Télévision
- 2002 : Arena : le coprésentateur
- 2007 : Mes amis Tigrou et Winnie : Un Noël de super détectives : Porcinet
- 2007-2010 : Mes amis Tigrou et Winnie : Porcinet (31 épisodes)
- 2008 : Kuzco, un empereur à l'école
- 2011 : Mini Adventures of Winnie the Pooh : Porcinet (6 épisodes)
- 2017 : Docteur La Peluche : Porcinet (1 épisode)

#### Jeu vidéo
- 2005 : Kingdom Hearts 2 : Porcinet
- 2008 : Turning Point: Fall of Liberty : Farrel
- 2008 : White Knight Chronicles : Amir
- 2011 : Kinect: Disneyland Adventures : Porcinet
- 2014 : La Grande Aventure Lego, le jeu vidéo : voix additionnelles
- 2015 : Lego Dimensions : voix additionnelles
- 2019 : Kingdom Hearts 3 : Porcinet
- 2019 : La Grande Aventure Lego 2, le jeu vidéo : voix additionnelles

### Scénariste
- 2009 : Mes amis Tigrou et Winnie (1 épisode)
- 2014 : Don't Blink
- 2022 : Above Abroad

### Réalisateur
- 2011 : Ask Alphonso
- 2014 : Don't Blink
- 2022 : Above Abroad